# ناحیه افردینگ
ناحیه افردینگ (به آلمانی: Eferding District) یک ناحیه در اتریش است که در اوبراسترایش واقع شده‌است. ناحیه افردینگ ۳۰٬۷۱۸ نفر جمعیت دارد.